# Aérodrome de San Luis Río Colorado
L'aérodrome de San Luis Río Colorado (code IATA : UAC • code OACI : MM76 • code DGAC M. : SLR)         est un petit aéroport situé à San Luis Río Colorado, une ville de l'État de Sonora au Mexique .  La ville est près de la frontière américano-mexicaine, de l'autre côté de San Luis, en Arizona . L'aéroport est utilisé uniquement à des fins d' aviation générale . 

## Installations
L'aéroport réside à une altitude de 15 m   au- dessus du niveau moyen de la mer. Il a une piste désignée 13/31 avec une surface asphaltée mesurant 1 504 m       .  
- World Aero Data
- MM76 à Fallingrain.
- MM76 chez Elite Jets.
- MM76 pic à nos aéroports.